# Burhøns (album)
Burhøns er Gnags' sjette studiealbum, udgivet i 1979 på Genlyd. Det er indspillet på Tärningetorp, en ødegård i Småland i Sverige, med indspilningsudstyr fra Feedback-studiet.
Burhøns markerede et stilskifte for Gnags hen imod inspiration fra især punk og new wave. Det gav sig udslag i et energifyldt og ofte beskidt udtryk domineret af af støjende og stærkt forvrængede guitarer. Dertil kom et hurtigt tempo i nogle af sangene, især "Professionelle ballademagere" og "Alt hvad jeg ved". Der var dog også plads til en mere afdæmpet tone i et nummer som "Savner dig", mens "Fugl på skinner" er karakteriseret ved et koldt, monotont lydbillede, der ifølge Peter Deleuran og Jan Knus var et forvarsel om stilen hos f.eks. Kliché.
På tekstsiden videreførtes den samfundskritiske linje fra det forrige album, Er du hjemme i aften, i flere af sangene. I titelnummeret er hønsenes skæbne f.eks. lagt i hænderne på "en grådig herremand", med det resultat at de ender i bur – ifølge fortælleren kan det skyldes "noget med at mennesker ikke kan klare / vi har det bedre end dem selv". På albummets fjerde nummer hænges de "Professionelle ballademagere" ud i pressen i "spalte op og ned med løgne", i "Alt hvad jeg ved" har fortælleren fået "alt for meget af stærke mænd med kanoner", mens "Ugler i mosen" omhandler kynisme, der fører til succes og ærlighed, der fører til fiasko.[kilde mangler]
"Nu, stjerne" blev i 1990 indspillet af Thomas Helmig på albummet Løvens hjerte, med Gnags på kor.

## Numre

### Side 1
1. "Burhøns" (4:21)
2. "Ugler i mosen" (3:15)
3. "Pyramiden" (4:02)
4. "Professionelle ballademagere" (3:03)
5. "Alt hvad jeg ved" (3:05)

### Side 2
1. "Ikke køre træt" (3:53)
2. "En tiger fra zoo" (3:03)
3. "Savner dig" (4:58)
4. "Fugl på skinner" (4:09)
5. "Nu, stjerne" (3:26)